# Chokladboll

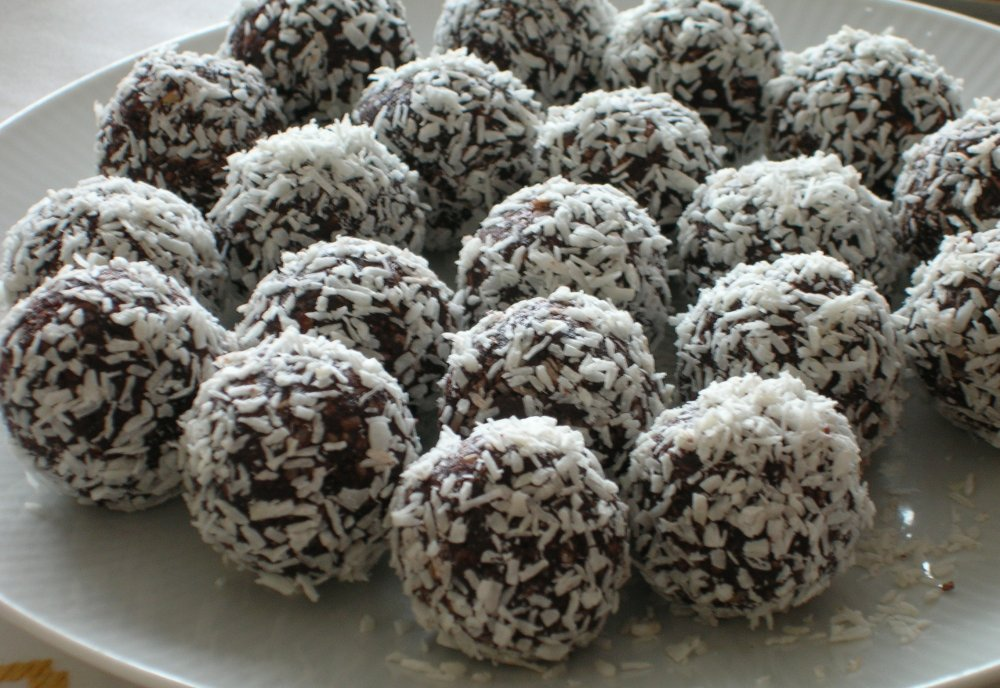
Kókuszban megforgatott chokladboll golyócskák

A chokladboll (vagy negerboll) (fordításban: csokigolyó) egy Svédországban igen népszerű édesség.
A golflabdánál jellemzően kisebb golyócskák zabkásából, cukorból, kávéból, kakaóból és vajból állnak, amihez időnként vanillincukrot is kevernek. A golyócskák szórócukorban, kókuszreszelékben vagy tortadarában megforgatva kerülnek az asztalra. A frissen gyúrt chokladboll lágy, de fogyasztás előtt általában hűtik egy órát, hogy valamelyest megkeményedjen. Népszerűségét javarészt egyszerű elkészíthetőségének köszönheti.

## Az elnevezésről
A sütemény eredeti neve a negerboll (négergolyó), ami még azokból az időkből ered, amikor Svédországban gyakorlatilag alig élt fekete bőrű. Bár kötetlen beszélgetésekben a mai napig előkerül a szó, annak használata jelentősen visszaszorult: a legtöbb receptkönyv sem így említi már. A néhány évtizeddel ezelőtt még semleges szónak számító neger szó jelentése átértékelődött, és így a negerboll szó létjogosultsága is megkérdőjeleződött. Az elnevezés problémája médiatéma Svédországban. A legelterjedettebb alternatíva a szóra a chokladboll, de ez megtévesztő lehet, hiszen a recept csak kakaót ír elő, csokoládét nem. Göteborg környékén kokosboll (kókuszgolyó) néven is illetik, mivel ott rendszerint kókuszreszelékben forgatják meg a süteményt. Ez is megtévesztő azonban, hiszen a név egy zselés édesség elnevezése is, és ráadásul nem is feltétlenül csak kókuszt használnak a bevonáshoz. Előfordul még a havreboll (zabkása golyó) elnevezés is, de ezt általában a kis kakaótartalmú, vagy teljesen anélkül készült golyócskákra értik. Az egyik nagy tételben gyártó cég – a Delicato – saját neve után Delicatoboll néven forgalmazza a terméket.
A chokladboll 2006-ban került be a Svéd akadémiai szótárba, ezelőtt csak a negerboll szerepelt benne. A szótár megjegyzésben javasolja a chokladboll használatát.

## Fordítás
- Ez a szócikk részben vagy egészben  a   Chokladboll című angol Wikipédia-szócikk ezen változatának fordításán alapul.  Az eredeti cikk szerkesztőit annak laptörténete sorolja fel. Ez a jelzés csupán a megfogalmazás eredetét és a szerzői jogokat jelzi, nem szolgál a cikkben szereplő információk forrásmegjelöléseként.